# Ippolito d'Este
Ippolito d'Este (Ferrara, 20 de março de 1479 - Ferrara, 3 de setembro de 1520) foi um cardeal do século XVI.

## Primeiros anos
Nasceu em Ferrara em 20 de março de 1479. Quinto dos nove filhos de Ercole I d'Este, duque de Ferrara, Modena e Reggio, e da princesa Eleonore d'Aragona, filha de Fernando I d'Aragona, rei de Nápoles. Conhecido como Cardeal d'Este ou Cardeal de Ferrara. Tio do Cardeal Ippolito II d'Este (1538). Tio-avô do Cardeal Luigi d'Este (1561). Outros cardeais da família são Alessandro d'Este (1599); Rinaldo d'Este (1641); e Rinaldo d'Este (1686).

## Educação
Estudou na corte húngara durante sete anos, quando foi para o país após ter sido nomeado administrador de Esztergom; praticou as artes militares.

## Juventude
Apostólico protonotário. Abade comendador do mosteiro beneditino de Pomposia, diocese de Ferrara, 12 de dezembro de 1485; renunciou em 2 de maio de 1492. Por insinuação de sua tia, Beatriz de Aragón, esposa do rei Matias da Hungria, foi nomeado arcebispo de Esztergom aos nove anos; O Papa Inocêncio VIII não quis confirmar tal eleição prematura; o papa concordou com a instância do duque Hipólito I com a condição de que a consagração episcopal não ocorresse até que ele atingisse a idade canônica. Ele tinha dois filhos ilegítimos.

## Episcopado
Administrador da Sé Metropolitana de Esztergom, 21 de maio de 1487; coadministrou a sé junto com Beltramo Costabile, clérigo de Ferrara e doutor em decretos, até completar 18 anos; administrador único até completar 25 anos; então arcebispo (1) ; ocupou o cargo até 20 de dezembro de 1497. Consagrado (nenhuma informação encontrada). Abade comendador da abadia beneditina nullius de S. Genes de Brixello, 2 de maio de 1492. Chanceler do rei da Hungria. Promovido ao cardinalato por instância do duque de Ferrara.

## Cardinalato
Criado cardeal diácono no consistório de 20 de setembro de 1493; recebeu a diaconia de Santa Lúcia em Silice, em 23 de setembro de 1493. Em 28 de setembro de 1497, escreveu ao papa indicando que iria para Roma, onde havia sido convocado, após longa demora; chegou a Roma em 11 de dezembro de 1497; recebeu o chapéu vermelho em 8 de janeiro de 1498. Administrador da Sé de Milão, em 8 de novembro de 1497; renunciou ao cargo em 20 de maio de 1519 em favor de seu sobrinho Ippolito d'Este. Administrador da Sé de Eger, 20 de dezembro de 1497; ocupou o cargo até sua morte. Arcipreste da basílica patriarcal do Vaticano, setembro de 1501. Em 9 de dezembro de 1501, partiu de Ferrara com um cortejo de 500 pessoas para acompanhar Lucrécia Borgia, filha do Papa Alexandre VI, noiva de seu irmão Alfonso, em sua viagem a Roma, onde chegaram no dia 23 de dezembro; o casamento ocorreu no Vaticano em 30 de dezembro de 1501; retornou a Ferrara após o consistório de 15 de fevereiro de 1503. Administrador da Sé de Cápua, 20 de julho de 1502; ocupou o cargo até sua morte. Não participou do primeiroconclave de 1503 , que elegeu o Papa Pio III; na pressa de ir a Roma, fraturou uma perna e não pôde comparecer. Participou do segundo conclave de 1503 , que elegeu o Papa Júlio II. Administrador da Sé de Ferrara, 8 de outubro de 1503; ocupou o cargo até sua morte. Administrador da sé de Modena e abade comendador de Nonantola, de 1507 até sua morte. Por causa da política do Papa Júlio II, ele deixou a Cúria Romana em 1507; o papa agradeceu-lhe, porém, em 24 de janeiro de 1508, por sua participação na repressão à conspiração dos Bentivogli. Durante a guerra de Veneza e do papa contra a Casa de Este, comportou-se com grande destreza ao lado de seu irmão, o duque Alfonso I d'Este; ele participou da batalha vitoriosa dePolicela , 22 de dezembro de 1509; chamado a Roma pelo Papa Júlio II em 27 de julho de 1510, fingiu durante a viagem ter sido acometido de uma doença grave por temer as consequências de sua conduta contra o pontífice; não se sentindo seguro na Itália, foi para sua sé na Hungria sob o pretexto de ter sido chamado de volta pelo rei. Foi um dos cardeais que, em 16 de maio de 1511, assinou um documento citando o papa para comparecer perante o cismático Concílio de Pisa, a ser aberto no dia 1º de setembro seguinte; separou-se dos outros cardeais cismáticos em outubro e o papa permitiu-lhe ir para Ferrara; seu irmão, o duque, aconselhou-o a não participar do conselho. Não participou do conclave de 1513, que elegeu o Papa Leão X. Gozando da confiança do novo Papa Leão X, foi para Roma; o novo papa viu com prazer a reconciliação entre os Bentivogli e os Estensi; em 22 de abril de 1514, o cardeal e todos os seus familiares foram perdoados de todas as censuras que sofreram por terem participado nas guerras da Itália. O papa o enviou a Francisco I da França e ele entrou com o monarca em Bolonha em 11 de dezembro de 1515. Foi à Polônia para assistir ao casamento de sua prima Bonne Sforza com o rei Zygmunt I Stary; ele voltou pela Hungria e França. Em 29 de janeiro de 1518, recebeu do papa a faculdade de aceitar de seu irmão, o duque de Ferrara, propriedades da igreja para ele e seus herdeiros e sucessores. Cardeal protodiácono, junho de 1519. Foi muito generoso com os pobres, amigo de escritores e artistas, e protetor de Ludovico Ariosto, "o Homero italiano". Sua biografia foi escrita por Alessandro Sardi.
Morreu em Ferrara em 3 de setembro de 1520. Enterrado na catedral de Ferrara. Em 1607, os seus restos mortais foram transportados, dentro da mesma catedral, aos pés do sepulcro do Papa Urbano III, juntamente com os do Cardeal Giovanni Salvati, e colocados numa urna de mármore.